# Етнографія
Етнографія (від грецького етнос — плем'я, народ; графо — пишу) — суспільствознавча наука, об'єктом дослідження якої є народи, їхня культура і побут, походження (етногенез), розселення, процеси культурно-побутових відносин на всіх етапах історії людства. Концентрує увагу на розробці проблем етно- і націогенезу, етнічної історії, міжнаціональних відносин, етнонаціональних процесів, традиційно-побутової культури, народних знань, побуту, народного мистецтва. Етнографи — люди, які вивчають цю науку.
Етнографія — це історія народу, яка охоплює історію його житла, одягу, харчування, його родинного укладу, форм побуту у широкому сенсі цього слова. Це історія його світогляду, народних знань, вірувань і марновірства, обрядів і звичаїв. Останнім часом більшість учених зараховують етнографію не до історичної, а до суспільствознавчої науки.
Етнографія вивчає соціальні відносини, опосередковані матеріальними предметами. Наприклад, функції одягу на перших етапах — захисні (від холоду, інших несприятливих впливів Британії), культурна антропологія (у США) і етнологія (у ряді західноєвропейських країн). Вона тісно зв'язана з власне історією, археологією, мовознавством, фольклористикою. З конкретною соціологією її ріднить вивчення взаємодії соціально-класових і етнокультурних явищ (етносоціологія), з лінгвістикою — дослідження генеалогічного споріднення народів, взаємодія мовних та етнічних процесів (етнолінгвістика). З соціальною психологією етнографія має спільний розділ — етнопсихологію. У дослідженні численності народів світу, міграційних процесів вона стикається з демографією (етнічна демографія).
Етнографічна наука інших країн мала іншу природу і дещо відмінні назви. Наприклад, російська етнографія формувалась на базі географії і була викликана до життя потребою в описанні народів тих земель, що підкорювала Росія. Дещо подібне було характерне для німецької етнографії, що складалась з двох частин: Voelkerkunde — наука, що вивчає чужі народи, і Volkskunde — наука, що вивчає власний народ. Такий самий поділ мала етнографія і скандинавських країн; у Франції зародження етнографії пов'язувалося з класифікацією мов і лише на початку XX ст. — з осмисленням расової проблематики та вивченням людства; в англомовних країнах аналогом етнографії виступає соціальна (в Англії) або культурна (в США) антропологія, котра має дещо інший, аніж етнографія, дослідницький об'єкт — людину, а не народ. Терміном «етнографія» у більшості західних країн визначають описову дисципліну (музеєзнавство) на відміну від теоретичної — «етнології».
До міждисциплінарних галузей знань належать етноархеологія, аграрна етнографія, етнопедагогіка, етнографічне музеєзнавство, етнічна антропологія, етногеографія та ін. Етнографія якнайтісніше зв'язана з економікою (економічний базис визначає культуру) і політикою.
Серед етнографічних проблем найважливіші:
- вивчення етнічного складу окремих країн і всього світу;
- етногенез і етнічна історія народів;
- реконструкція древніх форм суспільного життя і культури з пережитків цих форм, які збереглися в сучасних відсталих у соціально-економічному розвитку народів;
- вивчення сучасних станів етнічних традицій, оцінка їх позитивної чи негативної ролі в житті людей;
- вивчення різних аспектів сучасної перебудови побуту і культури;
- вивчення сучасних етнічних процесів, тобто змін під час історичного розвитку окремих етнічних ознак і народів у цілому.

На відміну від зарубіжної вітчизняна етнографія особливу увагу приділяє не тільки традиційним, а й сучасним проблемам: етносоціальному розвитку народів, сучасним етнічним процесам, питанням використання національних традицій. На цих позиціях ґрунтується і досить поширений в етнографії порівняльно-історичний метод, згідно з яким культура і побут народів вивчаються з позицій історизму.
Для етнографії, що розглядає особливості розвитку культури і побуту народів в їх історичному розвитку, особливо важливі також письмові свідчення минулого, хроніки, живописні матеріали, карти. Цінним джерелом лишаються археологічні комплекси, музейні зібрання, фольклор, предмети культу, народного мистецтва.
Етнографа об'єкти культури і побуту цікавлять не самі собою, а в їх відношенні до людей. Адже етнографія — наука про людину, а не про речі.
Безпосереднє спостереження і опис звичаїв, побуту, світогляду народу — це основний метод етнографії. Крім того, вона широко використовує писемні джерела, речові пам'ятки, дані археології, антропології, географії, фольклористики, мовознавства.

## Витоки
Герхард Фрідріх Мюллер розробив концепцію етнографії як окремої дисципліни, беручи участь у Другій Камчатській експедиції (1733–43) як професор історії та географії. Під час участі в експедиції він виділив Völker-Beschreibung як окрему область дослідження. Це стало відомим як «етнографія» після введення грецького неологізму ethnographia Йоганном Фрідріхом Шопперліним і німецького варіанту А. Ф. Тіло в 1767 році.

## Етнографія в Україні

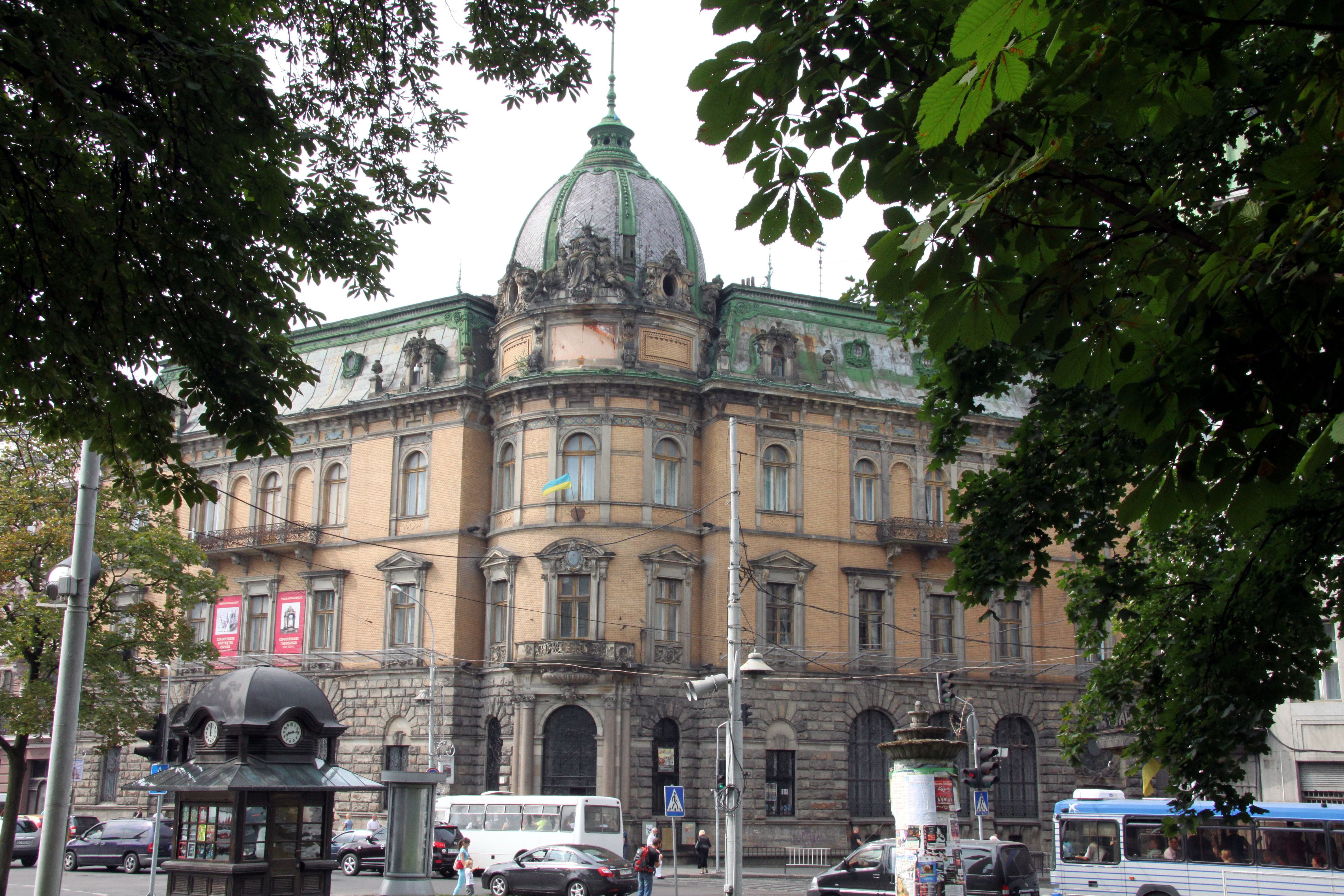
Музей етнографії та художнього промислу у Львові

Становлення української етнографії як окремої наукової дисципліни відбулося в середині XIX ст. Її розвиток тісно пов'язаний з іменами Михайла Максимовича, Миколи Костомарова, Павла Чубинського, Миколи Сумцова, Володимира Шухевича, Федора Вовка, Дмитра Яворницького та багатьох інших видатних діячів української культури. Значний внесок у розвиток українського народознавства зробили письменники Тарас Шевченко, Пантелеймон Куліш, Іван Нечуй-Левицький, Іван Франко, Леся Українка, Михайло Коцюбинський та ін. Провідну роль в дослідженнях з етнографії відіграло Львівське наукове товариство ім. Т. Г. Шевченка, при якому в 1898 p. була створена Етнографічна комісія, яка видавала «Етнографічний вісник», «Матеріали до українсько-руської етнології» та ін.
Зародженню етнографії як науки передувало накопичення етнтографічних знань, витоки яких сягають часів Київської Русі. У славнозвісній пам'ятці «Повісті временних літ» вперше було сформульовано принципово важливе для етнографії як науки положення про своєріднсть усіх племен і народів: «Имяхуть бо обичаї свої, і закони отець своїх и преданія, кождо свої нрави». Інші, не менш важливі для становлення етнографії положення,— про походження народів, їх розселення, систему звичаїв, традицій, матеріальну культуру та духовний світ — згадуються у таких пам'ятках: «Слово о полку Ігоревім», «Слово про погибель Руської землі», у Густинському літописі, «Роксоланії» С. Кленовича, «Хроніці» Феодосія Сафоновича, старшинських літописах Самовидця, С. Величка, Г. Грабянки та ін.
По мірі накопичення етнографічних знань формувалась етнографія як наука. Першим свідченням зародження української етнографії стала «Програма» для опису України Ф. Туманського, а також спеціальна народознавча розвідка Г. Калиновського «Опис весільних українських простонародних обрядів». Потім були численні записи пам'яток усної народної творчости Адама Чарноцького.
Українська етнографія має своєрідну природу формування: вона зароджувалася на народознавчій основі, на ґрунті фольклору і літератури, концентруючи головну увагу на дослідженні духовної культури. Предметна спрямованість української етнографії логічно виникала із своєрідного стану тодішньої України — напівколоніальної національної окраїни. Українська інтелігенція намагалася через осмислення духовності українського народу виявити його потенції для визволення й здобуття волі.
Українська етнографія біля своїх витоків формувалася переважно як описова дисципліна. Вона ґрунтувалася на базі трьох народознавчих центрів: Харківського університету (початок XIX ст.). Київського університету (40-і pp. XIX ст.) та Львова (кінець XIX ст.). Харківська «романтична» школа (І. Срезневський, А. Метлинський, М. Костомаров, К. Сементовський та ін.) зосереджувалася, насамперед, на вивченні міфології і демонології; київська (М. Максимович, П. Куліш, Т.Шевченко, О. Афанасьєв-Чужбинський, П. Чубинський та ін.) — на вивченні етнічної історії і культури, розпочавши систематичні етнографічні обстеження, утворивши «Етнографічно-статистичну експедицію»; львівська (М. Грушевський, І. Франко, В. Гнатюк, Ф. Колесса, В. Шухевич та ін.) — на розробці карпатської проблематики, висвітлюючи її на сторінках першого спеціального друкованого органа «Етнографічний вісник» та «Матеріали до українсько-руської етнології».
Нині українська етнографія, традиційно поєднуючи два рівня досліджень: описовий і узагальнюючий, тяжіє до етнологічного, теоретичного осмислення емпіричного матеріалу.
Як самостійна галузь науки етнографія оформилась у середині XIX ст. з виникненням еволюційної школи, появою досліджень Л. Генрі Моргана і праці Ф. Енгельса «Походження родини, приватної власності та держави» (1884 р.), в якій сформульовано основні положення про первіснообщинний лад.
У процесі розширення знань про культуру народів та їхню діяльність виникали різні школи і напрями в етнографічній науці.
Перші свідчення про українців як окремий народ сягають XVI — першої половини XVII ст. Вони містяться в різних світських і церковних актах, творах Івана Вишенського, Климентія Зіновіїва, літописах Самовидця, Самійла Величка, Григорія Грабянки, записках зарубіжних авторів (Б. де Віженера, Є. Лясоти, Г. Л. Боплана, З. Герберштейна та ін.).
У XIX — на початку XX ст. центрами етнографії в Україні стають Харківський, Київський, Новоросійський (Одеський) і Львівський університети, а також Комісія по описанню губерній Київського навчального округу, Південно-західний відділ Російського Географічного товариства. Наукове товариство ім. Т. Г. Шевченка у Львові, Етнографічна комісія Українського наукового товариства в Києві. Розвиток передової етнографічної думки в Україні тісно пов'язаний з іменами Т. Г. Шевченка, І. Я. Франка, М. М. Коцюбинського, Лесі Українки, П. А. Грабовського, С. А. Подолинського. Цінний фактичний матеріал міститься також у дослідженнях з етнографії М. Ф. Сумцова, В. Д. Шухевича, Я. Ф. Головацького, П. П. Чубинського і особливо — Ф. К. Вовка. Важливе значення для етнографії України мають публікації Д. І. Яворницького, згодом академіка АН України.
Останніми роками в Україні створено ряд етнографічних музеїв просто неба (у Переяславі, Ужгороді, Львові, Києві), етнографічні експозиції в інших музеях. У відкритому в 1976 р. у Києві Музеї народної архітектури та побуту України представлено особливості культури та побуту усіх історико-етнографічних районів.
Нині дослідженнями з етнографії займаються інститути Академії наук України, етноцентри, музеї, навчальні заклади, які видають наукові записки, монографії, науково-популярні журнали, методичні посібники тощо. Народознавчі студії друкують журнали «Народна творчість та етнографія», «Родовід», «Берегиня», «Український світ», «Пам'ятки України», «Українська культура», інші видання, серед них і регіональні.